# Ulrikke Brandstorp
Ulrikke Brandstorp, également connue sous le mononyme Ulrikke, née le 13 juillet 1995 à Sarpsborg en Norvège, est une auteure-compositrice-interprète norvégienne.

## Carrière
Ulrikke se fait révéler en 2013, en participant au télé-crochet Idol. En 2015, elle participe à The Voice - Norges beste stemme, dans l'équipe de Hanne Sørvaag, et se fait éliminer en demi-finale.
Elle participe ensuite au Melodi Grand Prix 2017 avec sa chanson Places, où elle se classe quatrième.
L'année suivante, elle participe au télé-crochet Stjernekamp sur NRK et finira deuxième, derrière Ella Marie Hætta Isaksen.
Elle interprète Liesl von Trapp dans la comédie musicale La Mélodie du bonheur, sur la scène du Folketeatret d'Oslo.
En 2020, elle est annoncée parmi les participants au Melodi Grand Prix avec sa chanson Attention. Qualifiée d'office, elle participe à la finale du 15 février 2020, qu'elle remporte.

Elle est par conséquent la représentante norvégienne au Concours Eurovision de la chanson 2020, à Rotterdam aux Pays-Bas. 
Elle aurait dû participer à la première demi-finale du mardi 12 mai 2020, puis en cas de qualification, à la finale du samedi 16 de l'Eurovision 2020, annulé à cause de la pandémie de Coronavirus.
Plus tard en 2020, elle participe à la première saison de Maskorama, la version norvégienne de The Masked Singer, sous le costume du Troll, et sort gagnante.
En 2021, Ulrikke joue le rôle de Sophie Sheridan dans la comédie musicale jukebox Mamma Mia!.

Plus tard la même année, elle interprète la voix norvégienne de Mirabel Madrigal dans le long-métrage d'animation Disney Encanto.
En 2023, elle participe une nouvelle fois au Melodi Grand Prix avec sa chanson Honestly,.

Une fois qualifiée de la première demi-finale, elle termine deuxième de la finale, derrière Alessandra Mele.

## Discographie

### Singles
- 2017 − Play With
- 2017 − Places
- 2017 − Sick of Love
- 2018 − Careless
- 2018 − Time is Precious
- 2019 − Cry
- 2019 − Shallow (reprise, avec Ben Adams)
- 2020 − Attention
- 2020 − What Would You Do For Love?
- 2020 – Nyttårsnatt (avec Trygve Skaug)
- 2021 – Hver gang jeg ser deg (avec Morgan Sulele)
- 2021 − Falling Apart
- 2022 − Ja, vi elsker dette landet
- 2022 – Love You to Love Me
- 2022 – Talk to Me
- 2022 – Young
- 2022 – Feels Like Home
- 2022 – Her vi hører til
- 2023 – Honestly
- 2023 − Til evig tid[a]